# Piotr Grudzień
Piotr Grudzień (ur. 27 września 1991 w Wołominie) – polski tenisista stołowy, paraolimpijczyk, wielokrotny medalista letnich igrzysk paraolimpijskich, mistrzostw świata i Europy.

## Życiorys
Zawodnik klubu sportowego Start Zielona Góra. Podjął studia z zakresu socjologii na Uniwersytecie Zielonogórskim.
Członek kadry narodowej i paraolimpijskiej mężczyzn w Polsce w tenisie stołowym. Uczestnik letnich igrzysk paraolimpijskich. W Pekinie w 2008 wywalczył srebrny medal w grze pojedynczej (C8), w Londynie w 2012 zdobył w grze drużynowej złoty medal (C6–8), w Rio de Janeiro zajął trzecie miejsce w grze pojedynczej (C8) i drużynowej (C9–10). W 2021 brał udział w igrzyskach paraolimpijskich w Tokio. Na kolejnych igrzyskach w 2024 w Paryżu zdobył brązowy medal w mikście (XD17) oraz złoty w deblu (MD18).
Był klasyfikowany na drugiej pozycji w europejskim rankingu IPTTC (Międzynarodowego Komitetu Tenisa Stołowego Niepełnosprawnych).

## Osiągnięcia
- Złoty medal LIP Londyn 2012 – drużynowo (C6–8; razem z Marcinem Skrzyneckim)
- Złoty medal LIP Paryż 2024 – debel (MD18; razem z Patrykiem Chojnowskim)
- Srebrny medal LIP Pekin 2008 – indywidualnie  (C8)
- Brązowy medal LIP Rio de Janeiro 2016 – indywidualnie  (C8)
- Brązowy medal LIP Rio de Janeiro 2016 – drużynowo (C9–10, razem a Marcinem Skrzyneckim i Patrykiem Chojnowskim)
- Brązowy medal LIP Paryż 2024 – mikst (XD17; razem z Karoliną Pęk)
- Złoty medal mistrzostw świata (Gwangju) – drużynowo (2010)
- Srebrny medal mistrzostw świata (Pekin) – drużynowo (2014)
- Srebrny medal mistrzostw świata (Grenada) – mikst (2022)[6]
- Brązowy medal mistrzostw świata (Gwangju) – indywidualnie (2010)
- Brązowy medal mistrzostw świata (Bratysława) – drużynowo (2017)[2]
- Złoty medal mistrzostw Europy (Genua) – drużynowo (2009)
- Złoty medal mistrzostw Europy (Sheffield) – debel (2023)[6]
- Złoty medal mistrzostw Europy (Sheffield) – mikst (2023)[6]
- Brązowy medal mistrzostw Europy (Lignano) – drużynowo (2013)[7]
- Brązowy medal mistrzostw Europy (Helsinborg) – indywidualnie (2019)[2]
- Brązowy medal mistrzostw Europy (Helsinborg) – drużynowo (2017)[2]
- Brązowy medal mistrzostw Europy (Laško) – drużynowo (2019)[2]

## Odznaczenia
- Krzyż Oficerski Orderu Odrodzenia Polski (2024)[8][9]
- Krzyż Kawalerski Orderu Odrodzenia Polski (2013)[10]
- Złoty Krzyż Zasługi (2008)[11]
- Odznaka Honorowa za Zasługi dla Województwa Lubuskiego (2012)[12]